# Resezione addomino perineale

La resezione addominoperineale chiamata anche tecnica secondo Miles, è una tecnica chirurgica che si utilizza nel trattamento del cancro rettale e anale. Si tratta di un intervento chirurgico altamente demolitivo.

## Procedura
Inizialmente vengono rimossi l'ano ed il retto, in seguito dopo aver chiuso il piano perineale si procede con la colostomia terminale definitiva creando un ano artificiale a livello della parete addominale, generalmente in fossa iliaca sinistra.

## Vantaggi/Svantaggi
Per molto tempo, l'intervento secondo Miles è stato il "gold standard" per il trattamento del cancro del retto, in particolare per tumori distanti meno di 15 cm dal margine anale. Miglioramenti nella qualità di vita dopo chirurgia sono stati ottenuti dopo l'introduzione delle suturatrici meccaniche, insieme all'osservazione che un margine distale di 2 cm dal tumore primario è sicuro. Inoltre, l'impiego della chemioterapia e della radioterapia neoadiuvante (cioè da effettuarsi prima dell'intervento) permette spesso una riduzione delle dimensioni del tumore, rendendo più agevole l'operazione. La combinazione di questi tre fattori ha consentito la realizzazione di resezioni più basse, garantendo uno sfintere anale anatomicamente e funzionalmente integro rispetto alla resezione secondo Miles, che richiede una colostomia definitiva. Al giorno d'oggi questa operazione viene eseguita di rado, riservandola soprattutto a pazienti affetti da neoplasia del retto basso (a meno di 2 centimetri di distanza dal margine anale) o da neoplasia del canale anale non asportabile per via conservativa con la tecnica della TEM (Escissione Microscopica Trans-anale).